# Seymour Martin Lipset
Seymour Martin Lipset (* 18. März 1922 in New York; † 31. Dezember 2006 in Arlington, Virginia) war ein US-amerikanischer Soziologe und Politikwissenschaftler. Er gehörte zu den New York Intellectuals und gilt als einer der ersten Neokonservativen.

## Werdegang
Lipset wurde in Harlem, New York City, als Sohn russisch-jüdischer Einwanderer geboren. Er machte seinen Abschluss am jüdischen City College of New York, wo er zur trotzkistischen Linken zählte. Er gehörte der Jugendorganisation der Sozialistischen Partei Amerikas, der trotzkistischen Young People’s Socialist League, an, deren Vorsitzender er schließlich wurde. Er promovierte 1949 an der Columbia University in Soziologie. Lipset verließ die Sozialistische Partei im Jahr 1960 und schloss sich der Demokratischen Partei an, wo er auf dem rechten Flügel aktiv wurde. Er wurde „einer der ersten Intellektuellen, die als Neokonservative bezeichnet wurden.“
Lipset war Professor an der Stanford University (1979–90), der Harvard University und an der George Mason University in Fairfax, Virginia.

## Forschung
Seymour Martin Lipsets Forschungsschwerpunkte waren die Politische Soziologie, die Gewerkschaften, die Öffentliche Meinung, die Soziale Schichtung und die Vergleichende Demokratieforschung.
1967 hat er zusammen mit Stein Rokkan die für die Parteienforschung wichtige Cleavage-Theorie aufgestellt. In diesem Zusammenhang prägte er den Begriff des Extremismus der Mitte.
Als „Lipset-These“ wird der von ihm nachgewiesene Zusammenhang von Wohlstand und Demokratie genannt: Mit wachsendem Wohlstand erhöhen sich in einer Gesellschaft die Chancen, dass die Demokratie aufrechterhalten wird, „that the more well-to-do a nation, the greater the chances that it will sustain democracy“.

## Mitgliedschaften
Lipset war Mitglied zahlreicher wissenschaftlicher Gesellschaften wie der American Philosophical Society, der National Academy of Sciences, der American Academy of Arts and Sciences (1962) und der National Academy of Education. Als bisher einziger Wissenschaftler war Lipset Präsident der American Political Science Association (1979–80) und der American Sociological Association (1992–93).

## Werke (Auswahl)
Monografien 
- (zusammen mit Jason M. Lakin): The democratic century, Norman 2004, ISBN 0-8061-3618-9.
- The first new nation. The United States in historical and comparative perspective, New Brunswick 2003, ISBN 0-7658-0522-7.
- mit Earl Raab: The Politics of Unreason: Right Wing Extremism in America, 1790–1977. 2., erweiterte Auflage. University of Chicago Press, Chicago 1978, ISBN 978-0-226-48457-0.
- (zusammen mit David Riesman): Education and politics at Harvard. Two essays prepared for The Carnegie Commission on Higher Education, New York 1975, ISBN 0-07-010114-0

Aufsätze
- Some Social Requisites of Democracy: Economic Development and Political Legitimacy. The American Political Science Review, Vol. 53, No. 1 (Mar., 1959), pp. 69–105, URL: https://scholar.harvard.edu/files/levitsky/files/lipset_1959.pdf.

Herausgeberschaften 
- Party systems and voter alignments. Cross-national perspectives, New York 1967.
- (zusammen mit Aldo Solari): Elites in Latin America, New York 1967.